# العلاقات الجورجية النيكاراغوية
العلاقات الجورجية النيكاراغوية هي العلاقات الثنائية التي تجمع بين جورجيا ونيكاراغوا.

## مقارنة بين البلدين
هذه مقارنة عامة ومرجعية للدولتين:
| وجه المقارنة                                              | جورجيا                          | نيكاراغوا        |
| --------------------------------------------------------- | ------------------------------- | ---------------- |
| المساحة (كم2)                                             | 69.70 ألف                       | 130.38 ألف       |
| عدد السكان (نسمة)                                         | 3.72 مليون                      | 6.22 مليون       |
| الكثافة السكانية (ن./كم²)                                 | 53.37                           | 47.71            |
| العاصمة                                                   | تبليسي، كوتايسي                 | ماناغوا          |
| اللغة الرسمية                                             | اللغة الجورجية، اللغة الأبخازية | اللغة الإسبانية  |
| العملة                                                    | لاري جورجي                      | كوردبا نيكاراغوا |
| الناتج المحلي الإجمالي (بليون دولار)                      | 15.16 مليار                     | 13.81 مليار      |
| الناتج المحلي الإجمالي (تعادل القوة الشرائية) بليون دولار | 35.68 مليار                     | 31.63 مليار      |
| الناتج المحلي الإجمالي الاسمي للفرد دولار أمريكي          | 3.79 ألف                        | 2.09 ألف         |
| الناتج المحلي الإجمالي للفرد دولار أمريكي                 |                                 | 4.92 ألف         |
| مؤشر التنمية البشرية                                      | 0.754                           | 0.631            |
| رمز المكالمات الدولي                                      | +995                            | +505             |
| رمز الإنترنت                                              | .ge، .გე ‏                       | .ni              |
| المنطقة الزمنية                                           | ت ع م+04:00                     | 00               |

## منظمات دولية مشتركة
يشترك البلدان في عضوية مجموعة من المنظمات الدولية، منها:
| علم المنظمة | اسم المنظمة                   | تاريخ انضمام جورجيا | تاريخ انضمام نيكاراغوا |
| ----------- | ----------------------------- | ------------------- | ---------------------- |
|             | يونسكو                        | 7 أكتوبر 1992       | 22 فبراير 1952         |
|             | مؤسسة التمويل الدولية         | 29 يونيو 1995       | 20 يوليو 1956          |
|             | مؤسسة التنمية الدولية         | 31 أغسطس 1993       | 30 ديسمبر 1960         |
|             | منظمة التجارة العالمية        | 14 يونيو 2000       | ?                      |
|             | الاتحاد البريدي العالمي       | ?                   | ?                      |
|             | الاتحاد الدولي للاتصالات      | 7 يناير 1993        | 12 مايو 1926           |
|             | الأمم المتحدة                 | 31 يوليو 1992       | 24 أكتوبر 1945         |
|             | البنك الدولي للإنشاء والتعمير | 7 أغسطس 1992        | 14 مارس 1946           |

## وصلات خارجية
- موقع وزارة الخارجية الجورجية
- موقع وزارة الخارجية النيكاراغوية